# Cyphocarpus
Cyphocarpus es un género de plantas  perteneciente a la familia Campanulaceae.  Es endémico del norte de Chile. Comprende 5 taxa descritos y solo 4 aceptados.

## Taxonomía
El género fue descrito por John Miers y publicado en London Journal of Botany 7: 62. 1848. La especie tipo es:  Cyphocarpus rigescens Miers. 

## Especies aceptadas
A continuación se brinda un listado de las especies del género Cyphocarpus aceptadas hasta julio de 2025, ordenadas alfabéticamente. Para cada una se indica el nombre binomial seguido del autor, abreviado según las convenciones y usos.
- Cyphocarpus innocuus Sandwith
- Cyphocarpus perennis Santilli & Lavandero[4]
- Cyphocarpus psammophilus Ricardi
- Cyphocarpus rigescens Miers.